# Santa Fe Foothills
Santa Fe Foothills es un lugar designado por el censo ubicado en el condado de Santa Fe en el estado estadounidense de Nuevo México. En el Censo de 2020 tenía una población de 1074 habitantes y una densidad poblacional de 50,09 habitantes por km². Fue incluido como CDP en el censo de 2020.

## Geografía
Santa Fe Foothills se encuentra ubicado en las coordenadas 35°37′24″N 105°53′49″O / 35.62333, -105.89694. Según la Oficina del Censo de los Estados Unidos,  tiene una superficie total de 21,44 km², todos corresponden a tierra firme.